# Rhynchodia
Rhynchodia é um gênero de traça pertencente à família Arctiidae.